# Kłoda Mała
Kłoda Mała – wieś w Polsce położona w województwie lubelskim, w powiecie bialskim, w gminie Zalesie.

Wieś jest sołectwem w gminie Zalesie. Według Narodowego Spisu Powszechnego z roku 2011 wieś liczyła 155 mieszkańców.
W latach 1975–1998 miejscowość administracyjnie należała do ówczesnego województwa bialskopodlaskiego.
Z Kłody Małej (ówcześnie Ukaźnej) pochodził Józef Koniuszewski, jeden z uczestników oporu unitów podlaskich przeciwko narzucaniu przez władze carskie wyznania prawosławnego. Według ustnego przekazu, zawartego przez Józefa Pruszkowskiego w jego pracy pod tytułem Martyrologium czyli Męczeństwo Unii Ś-tej na Podlasiu, Józef Koniuszewski za odmowę porzucenia wyznania unickiego miał zostać pobity i obciążony podatkami, zamknięty w areszcie. Zrozumiawszy to, że i tak nie uniknie przymusowej konwersji, 10 grudnia 1874 roku razem z żoną i dwójką dzieci dokonał aktu samospalenia we własnej stodole. Wydarzenie to opisał następnie Władysław Reymont w wydanym w 1910 roku tomie opowiadań pod tytułem Z ziemi chełmskiej. Podobne wydarzenia z Kłody można znaleźć u Stanisława Tarnowskiego.
Wierni Kościoła rzymskokatolickiego należą do parafii pod wezwaniem Przemienienia Pańskiego w Horbowie.